# Rytigynia dichasialis
Rytigynia dichasialis là một loài thực vật có hoa trong họ Thiến thảo. Loài này được Lantz & Gereau mô tả khoa học đầu tiên năm 2005.